# Carbeau - barones & bolides
Carbeau - barones & bolides is een Nederlandse stripreeks, geschreven door Noël Ummels en getekend door Eric Heuvel.

## Inhoud
Barones Berli Carbeau erft van haar vader het familielandgoed en een collectie klassieke bolides. Een van deze auto's werd vlak voor het overlijden van haar vader gestolen en samen met haar vriend Logan gaat Berli op onderzoek uit.

## Publicatiegeschiedenis
In het blad AutoWeek verscheen in 2012 vanaf nummer 12 het eerste verhaal van Carbeau - barones & bolides.
In 2014 volgde deel twee dat gelijktijdig in het stripblad Eppo verscheen. In 2019 kwam het derde deel uit, dat wederom voorgepubliceerd werd in de Eppo.
| Nr. | Titel                     | Aantal pagina's | Publicatie                          |
| --- | ------------------------- | --------------- | ----------------------------------- |
| 1   | Ferrari 250 GT Berlinetta | 48              | AutoWeek 2012 nr. 12 t/m 2013 nr. 8 |
| 2   | Shelby Cobra Dragonsnake  | 48              | AutoWeek en Eppo 2014 nrs. 7-19     |
| 3   | Grosser Mercedes 770K     | 48              | Eppo 2019 nrs. 7-16                 |
| 4   | Lotus Evija               | 48              | Eppo 2023                           |

## Albums
| Jaar | Nr. | Titel                     | Aantal pagina's | Uitgeverij                                |
| ---- | --- | ------------------------- | --------------- | ----------------------------------------- |
| 2013 | 1   | Ferrari 250 GT Berlinetta | 48              | AutoWeek, Sanoma, Don Lawrence Collection |
| 2014 | 2   | Shelby Cobra Dragonsnake  | 48              | AutoWeek, Sanoma, Don Lawrence Collection |
| 2019 | 3   | Grosser Mercedes 770K     | 48              | Uitgeverij L                              |
| 2023 | 4   | Lotus Evija               | 48              | Uitgeverij L                              |

## Link
- (nl)  Lambiek Comiclopedia, Eric Heuvel, met een voorbeeld uit de strip Carbeau - barones & bolides.